# Берлін-Осткройц
52°30′11″ пн. ш. 13°28′08″ сх. д. / 52.5031° пн. ш. 13.4689° сх. д.
Станція Берлін-Осткройц (нім. Bahnhof Berlin Ostkreuz) (буквально «Східний хрест Берліна») — станція Berlin S-Bahn  і найзавантаженіша пересадна станція в Берліні. 
Розташований у колишньому східно-берлінському районі Фрідріксгайн, тепер це частина району Фрідріксгайн-Кройцберг. 
Менша частина станції знаходиться в Руммельсбурзі, що є частиною району Ліхтенберг. 
Станція є дворівневою розв’язкою із залізницею Берлін — Вроцлав («залізниця Нижньосілезької марки») і Прусською східною залізницею на нижньому рівні та Берлінською кільцевою залізницею на верхньому рівні. 
Середній пасажирообіг складає 235 000 пасажирів щодня.
Станція була повністю реконструйована з 2006 року по грудень 2018 року, без зупинки трафіку. 
У минулому використовувалася виключно як станція Berlin S-Bahn], але зараз він також є зупинкою для регіональних перевезень.

## Історія
Залізничний вузол на цьому місці з'явився по відкриттю Берлінської кільцевої залізниці в 1871 році; у місці перетину із залізницею Берлін — Вроцлав (відкрита в 1846 році) та Прусською східною залізницею (відкрита в 1867 році). 
Проте на той час станції на цьому місці не було.
З 1882 року, з відкриттям Берлінського штадтбану, обидві лінії зі сходу на захід закінчувалися на станції Сілезія (сучасний Берлін-Східний), а старий Берлін-Східний був закритий для подорожуючих. 
У рамках робіт з перетворення станцію Штралау-Руммельсбоург було урочисто відкрито на місці поточної станції 7 лютого 1882 року.
На початку 20  століття вокзал був розширений як транспортний вузол на схід. 
В 1930 році з електрифікацією залізничної мережі відкрито S-Bahn, і станція стала частиною S-Bahn. 
15 березня 1933 станцію перейменовано на Берлін-Осткройц; нацистський режим планує звести там нову магістральну станцію в рамках проекту Столиця світу Германія.

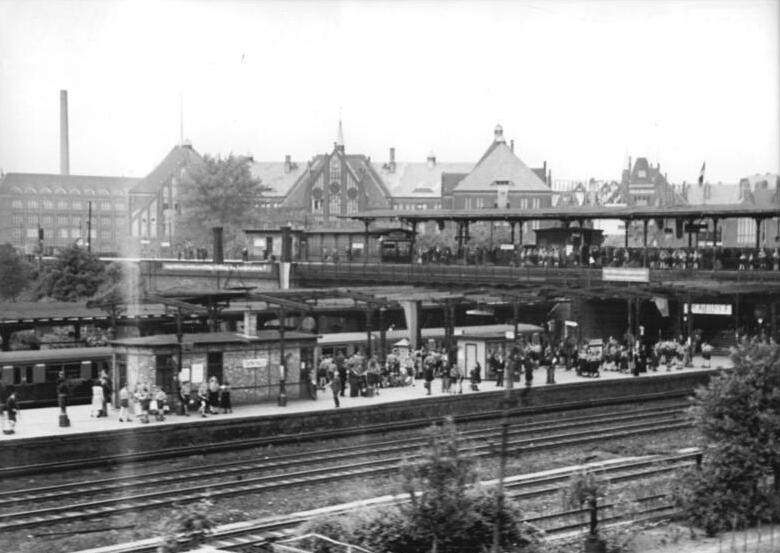
Станція у травні 1950 року.

Серйозно пошкоджена бомбардуванням Берліна під час Другої світової війни, станція знову була введена в експлуатацію вже у червні 1945 року. 
Після поділу міста та будівництва Берлінського муру в 1961 році Осткройц став головною пересадною станцією Східного Берліна, зокрема, щоб дістатися до великих новозбудованих районів Берлін-Марцан і Геллерсдорф.
Як тільки відбулось возз’єднання Німеччини, почали планувати будівництво нової станції. 
Через стратегічне положення в мережі громадського транспорту та зростаючу кількість пасажирів початкову станцію було знесено у 2006 році, щоб звільнити місце для нової платформи та реагувати на нові пасажиропотоки. 
Будівництво було завершено здебільшого наприкінці 2018 року. 
З 2015 року Осткройц також є регіональною залізничною станцією.